# Galeriegrab Calden I
Die Galeriegrab Calden I (auch als Steinkiste von Calden bekannt) ist eine Megalithanlage vom Typ Galeriegrab. Sie stammt aus dem Neolithikum und liegt in der Nähe von Calden im Landkreis Kassel (Hessen), zwischen den Verbreitungszentren der Wartbergkultur bei Fritzlar in Nordhessen und Warburg in Ostwestfalen.
Der Zerstörungsgrad und das scheinbar unspezifische keramische Fundmaterial führten dazu, dass die Anlage in der wissenschaftlichen Diskussion zunächst keine Rolle spielte. Nachdem im Jahre 1947 offenbar ein großer Findling angepflügt worden war, erfolgte 1948 eine erste Untersuchung durch Otto Uenze (1905–1962). 1988 wurden die neuen Grabungen im Rahmen des Calden Projektes begonnen. Die entdeckten Deckplatten der Steinkiste wurde am südlichen Ortsrand von Calden rekonstruiert.

## Fundgeschichte
Nahe der Quellfassung der Calde meldete ein Lehrer dem hessischen Landesmuseum zunächst die Vermutung eines archäologischen Fundes. Daraufhin wurde ein Probeschnitt angelegt, der auf eine kaiserzeitliche Siedlung traf. Nachdem 1948 der Steinfund im Acker geborgen wurde, untersuchte der zuständige Denkmalpfleger die Fundstelle. Man entdeckte Schädel und andere menschliche Knochen, die eine weitere archäologische Untersuchung rechtfertigten. Das Amt für Bodenaltertümer in Marburg grub die Anlage aus. Aus den Standspuren der Wandplatten konnte man auf eine Länge von 12 m und eine Breite von 2 m schließen, wenn man die kleine Vorkammer einrechnet.
Eine Lücke zwischen den Wandplatten wurde durch Trockenmauerwerk aus Kalkstein gefüllt. Die Grabsohle ist lehmtennenartig gestampft. Die Anlage ist in den Boden eingetieft. Der Erhaltungszustand war insgesamt schlecht. Daher wurden die wenigen erhalten Quarzite, darunter auch zwei seltene Deckplatten gegenüber der Gesamtschule Calden aufgerichtet. Die Decksteine verdanken ihre Erhaltung dem Umstand, dass sie vermutlich im 3. Jahrhundert n. Chr. wesentlich tiefer eingegraben wurden, um den Ackerbau nicht zu stören.

## Lage
Das Galeriegrab liegt südlich des Ortes in einem kleinen Tal, in unmittelbarer Nähe zweier Quellen.

## Beschreibung
Lediglich zwei der Wandsteine befanden sich noch in situ, zwei weitere waren in den Innenraum gekippt. Mit Hilfe der Fundamentgräben der Wandsteine und der erhaltenen Steine ließ sich der Grundriss der in der römischen Kaiserzeit und im Mittelalter gestörten Anlage rekonstruieren. Vor dem nach Südosten orientierten Zugang fanden sich im Bereich einer großflächigen Störung zwei Decksteine.
Die Anlage bestand aus etwa 20 Wandsteinen aus Tertiärquarzit; und etwa 10 Decksteinen. Die Länge betrug 12,6 m, die Breite 3 m. Der Schlussstein am einen Ende der Anlage lag um ca. 1,2 m zurückgesetzt, zwischen Anten. Das entspricht dem Bauschema der Galeriegräber vom Typ Züschen und weist auf einen Zugang in Form eines Seelenloches. Die Standspuren des Schlusssteines am anderen Ende haben sich nicht erhalten. Die lichte Höhe des Innenraumes lässt sich auf 1,0 bis 1,5 m veranschlagen.
In seinen Abmessungen entspricht Calden I dem etwa einen Kilometer entfernten Calden II, lediglich die Längen scheinen zu differieren. Angesichts der unterschiedlichen Abmessungen in der Nekropole von Warburg scheint hier eine dogmatische Bautradition vorzuliegen.

## Bestattungen
Trotz der Störungen waren Teile der Bestattungsschicht intakt. Die Zahl der Bestattungen wird vom Ausgräber auf 40 bis 80 geschätzt. Mindestens 40 Schädel wurden gefunden. Dem Anthropologen Czarnetzki lagen in den 60er Jahren die Reste von mindestens 30 Individuen vor. Nach Otto Uenzes Beschreibung von 1951 fand man im Grab Reste von 40 Toten, während er 1956 von 80 Toten schrieb. Die menschlichen Knochen lagen sowohl verstreut durcheinander, als auch im Verband. Obwohl keine vollständigen Skelette angetroffen wurden, lassen Skelettelemente im anatomischen Zusammenhang eine Rekonstruktion der Lagerung zu. An einigen Fundstellen ließ sich nachvollziehen, dass die Bestatteten in mehreren nebeneinander liegenden Querreihen, mit dem Kopf zum Eingang liegend, in bis zu vier Schichten übereinander, bestattet waren. Dies entspricht dem Befund in den Galeriegräbern Altendorf, Calden II und Wewelsburg I. Schädel und Körper waren vielfach voneinander getrennt. Die Schädel wurden an den Wänden aufgereiht. Czarnetzki geht davon aus, dass von den 26 näher bestimmbaren Schädeln zwei von Kindern im Alter von 7 bis 14 Jahren, 19 von Erwachsenen im Alter von 20 bis 40 Jahren und fünf von Erwachsenen im Alter von 40 bis 60 Jahren sind. Aufgrund von Knochenfunden lassen sich noch vier Jugendliche im Alter von 15 bis 20 Jahren nachweisen. Das durchschnittliche Sterbealter der in Calden freigelegten Bestatteten lag bei 30 Jahren. Die Körpergröße war anthropologisch betrachtet auffallend gering. Bei Männern lag sie nur bei 1,62 bis 1,65 m und bei den weiblichen Funden zwischen 1,50 und 1,59 m. Zudem fallen bei den Funden die bemerkenswerten Hirnschädellängen und die Nasenbreiten auf. Die Zähne sind stark abgenutzt. Jeder 9. Zahn ist kariös. Zahnerkrankungen der Wurzel und Zahnstein sind zu belegen.
Aufgrund der Kürze der Untersuchung und des Zerstörungsgrades wird davon ausgegangen, dass die ursprünglichen Bestattungen unvollständig erfasst wurde. Die Gesamtzahl wird man vorsichtig auf 100 bis 200 geschätzt.

## Grabbeigaben

### Keramik
In der Kammer selbst wurde keine Keramik gefunden. Die gemachten Funde stammen aus dem Bereich der kaiserzeitlichen Störung im Eingangsbereich. Calden II verweist darauf, dass die Keramik der Wartbergkultur, anders als in zeitnahen anderen Kulturen, vor der Kammer verblieb.
Lediglich ein kleiner Trichterbecher mit Innenösen konnte vollständig rekonstruiert werden. Vergleichbare Gefäße sind in der nordwestdeutschen Tiefstichkeramik sowie der Baalberger Kultur nachweisbar. Die übrigen Gefäßreste stammen zumeist von Trichterrandgefäßen, die mitunter eine randbegleitende, feine Einstichreihe zeigen. Ob eine Arkadenrandscherbe im Kontext mit der Anlage steht, ist unklar. Angesichts der typochronologischen Bezüge des Ösenbechers ist dies jedoch nicht auszuschließen.

### Beigaben
Die Toten wurden mit Schmuck und Ausrüstungsgegenständen beigesetzt. Hierzu gehören durchbohrte Tierzähne (Braunbär, Hund, Rind, Rothirsch, Schwein, seltener Wildkatze), Unterkieferhälften von Tieren (Fuchs, in einem Fall Reh), Feuersteinklingen und eine große Zahl von Pfeilbewehrungen aus Feuerstein und Kieselschiefer, die das zeitgenössische Formenspektrum abdecken. Zu den Besonderheiten zählt eine axtförmige, durchbohrte Bernsteinperle sowie ein Bruchstück aus Roteisenstein. Spuren grüner Patina auf dem Boden der Kammer deuten auf das Vorhandensein von Kupfergegenständen unter den Beigaben hin. Die Funde werden im Hessischen Landesmuseum in Kassel aufbewahrt.

## Datierung
Zwei 14C-Datierungen an Menschenknochen geben als frühestmöglichen Zeitpunkt das 34. Jahrhundert. v. Chr. für diese Bestattungen. Dies entspricht den Ergebnissen aus der Nekropole von Warburg. Der Beginn der Belegung dürfte spätestens um 3400 v. Chr. begonnen haben. Das Fehlen von Formen, wie sie in der Hauptnutzungsphase B des nahe gelegenen Erdwerks und in der Anlage Calden II vorliegen, deutet an, dass die Nutzung zu dieser Zeit (um 3200) bereits ihr Ende gefunden hatte.

## Menhir in Grabnähe
Während der Ausgrabung wurde von einem großen Stein berichtet, der etwa 40 Jahre zuvor 34 m nordöstlich der Anlage geborgen worden war. Die Maße wurden mit 4,0 × 0,6 × 0,6 m angegeben. 1948 war an der Entnahmestelle noch eine Mulde im Acker erkennbar. Der Verbleib des Steines konnte nicht festgestellt werden. Angesichts der Abmessungen ist die Deutung als Menhir erwägenswert, zumal ähnliche Befunde mittlerweile von einer ganzen Reihe grob zeitgleicher Galerien bekannt sind (Großenrode I und II, Odagsen, Muschenheim und Gudensberg). Grab und fraglicher Menhir könnten im Zusammenhang mit ihrer Lage im Quellbereich als Bestandteile eines kleinen religiösen Bezirkes gedeutet werden.